# ア・モダン・デイ・ディストラクション
『ア・モダン・デイ・ディストラクション』（A Modern Day Distruction）は、2024年にリリースされた英国のシンガーソングライター、ジェイク・バグの6枚目のスタジオ・アルバムである。

## 解説
アルバム・タイトルは「インスタント・サティスファクション」の歌詞から採られた。アルバムのテーマは社会問題やイギリスで起こっている事柄を題材としている。
アルバムからは「ゾンビランド」「オール・カインズ・オブ・ピープル」「キープ・オン・ムーヴィング」「アイ・ロウト・ザ・ブック」の4曲が先行配信された。

## トラックリスト
1. Zombieland
2. All Kinds of People
3. Breakout
4. Never Said Goodbye
5. I Wrote the Book
6. Waiting for the World
7. Instant Satisfaction
8. Got to Let You Go
9. All That I Needed Was You
10. Keep On Moving
11. Beyond the Horizon
12. Still Got Time